# Andrei Bărbulescu
Pour les articles homonymes, voir Bărbulescu.
Andrei « Margareta » Bărbulescu est un footballeur international puis un entraîneur roumain, né le 16 octobre 1909 à Slatina et mort le 30 juillet 1987.

## Biographie

### Carrière de joueur
Andrei Bărbulescu commence sa carrière chez les jeunes du FC Argeș Pitești. En 1924, Bărbulescu et sa famille partent vivre à Bucarest et c'est là qu'il joue, au Venus FC Bucarest jusqu'en 1927. 
Il signe ensuite au Juventus FC Bucarest, qui remporte le championnat roumain 1929-1930. En 1932, il retourne dans son ancien club du Venus FC Bucarest. Venus gagne de nombreux titres dans les années 1930. Bărbulescu quitte Venus en 1940 pour le CF Sportul Studențesc Bucarest où il reste jusqu'à la fin de sa carrière en 1945.

### Équipe nationale
Bărbulescu joue trois fois pour l'équipe de Roumanie de football. Son premier match a lieu le 25 août 1935 contre l'Allemagne. Il est sélectionné par l'entraîneur roumain Costel Rădulescu pour disputer la coupe du monde 1938 en France.

### Carrière d'entraîneur
Bărbulescu est ensuite entraîneur d'une équipe de jeunes en 1949. En 1951, il s'occupe du Știința Cluj. En 1952, Il prend les rênes de l'équipe roumaine lors des Jeux olympiques de 1952 à Helsinki.

## Palmarès
- Championnat de Roumanie (5) :
  - champion : 1930, 1934, 1937, 1939, 1940